# Ruedas motrices

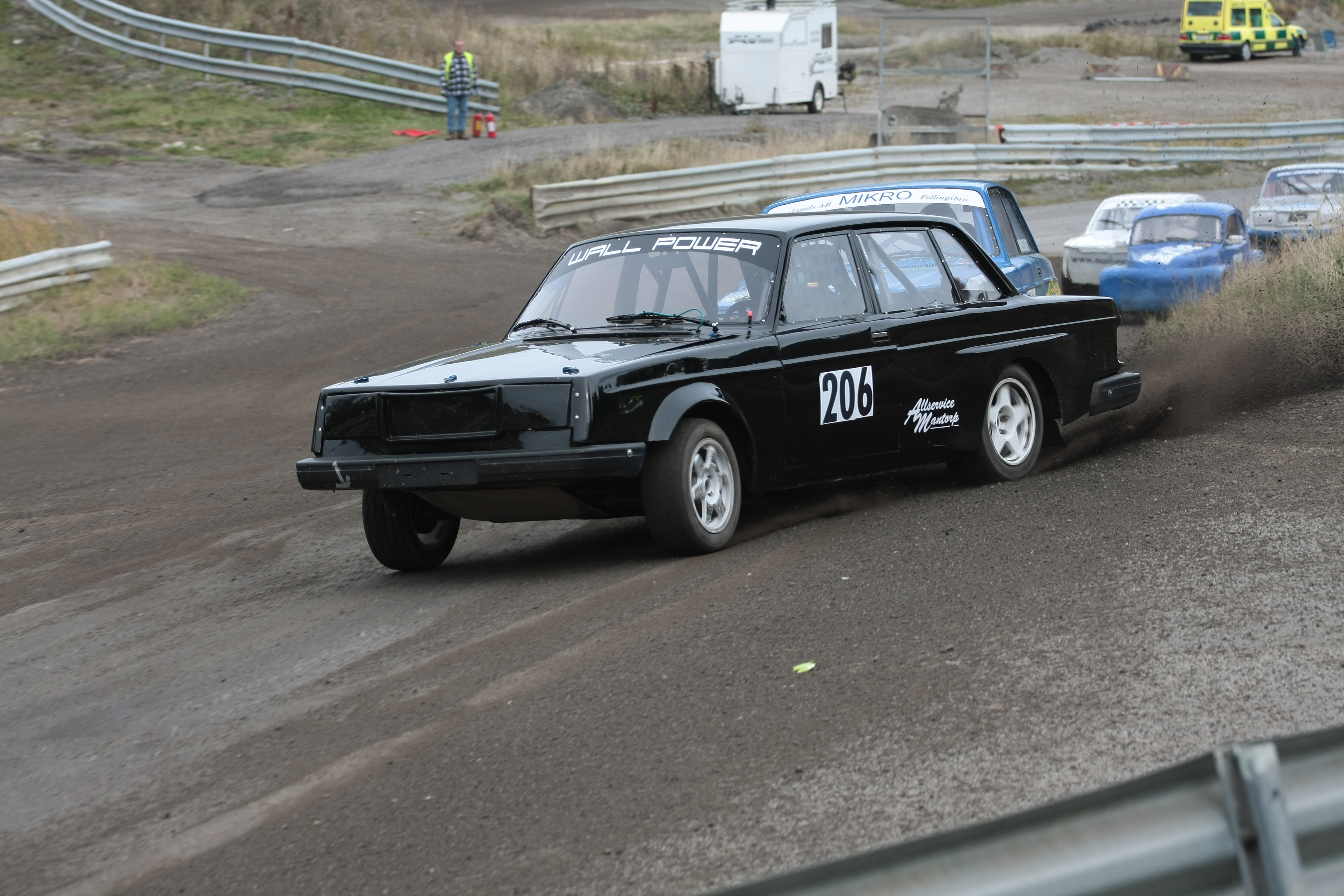
Vehículo de carreras con ruedas motrices traseras levantando grava.

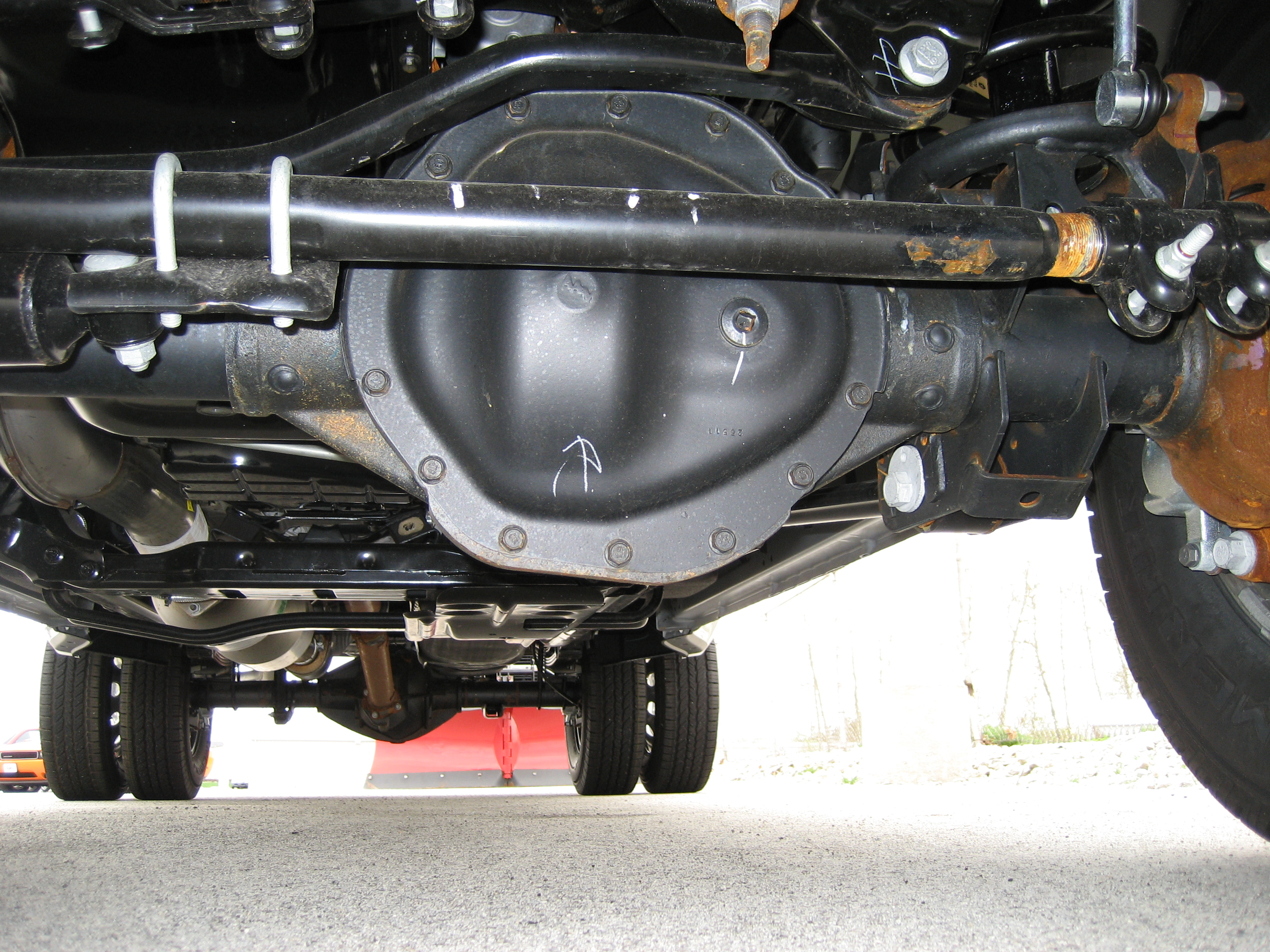
Los diferenciales y ejes de transmisión entregan el par a las ruedas delanteras y traseras de un camión con tracción a las cuatro ruedas.

Las ruedas motrices de un vehículo son aquellas que transmiten la fuerza, convirtiendo el par aplicado en la tracción o propulsión que ejercen los neumáticos sobre la calzada, haciendo que el vehículo se mueva. El sistema de propulsión entrega a las ruedas el par suficiente vencer la fuerza estacionaria, eso provoca que el vehículo se desplace hacia delante o hacia atrás.
Lo más común en los vehículos es una tracción a las 2 ruedas o 2x2, en la que el movimiento se genera en el tren delantero o trasero únicamente. Aunque otros vehículos tienen una tracción integral a las cuatro ruedas, también llamada 4x4.
Las ruedas direccionales son aquellas que giran para modificar la trayectoria del vehículo. Las ruedas de rodadura no se consideran ruedas motrices ni direccionales. Los vehículos de tracción delantera, por ejemplo, suelen considerar sus ruedas traseras como «ruedas de rodadura».

## Configuración de ruedas motrices

### Ruedas motrices delanteras o tracción
Los vehículos que tienen su potencia sobre el eje delantero se denominan de tracción delantera. Estos cuentan con unas ruedas que tienen la función de motrices y direccionales a partes iguales. Este diseño se emplea generalmente en la mayoría de automóviles modernos.

### Ruedas motrices traseras o propulsión
Los vehículos que tienen su potencia sobre el eje trasero se denominan de propulsión o tracción trasera. Estos tienen un eje de transmisión que recorre el vehículo longitudinalmente hasta el diferencial cuando el motor también se encuentra delante. Aunque también hay otros automóviles que cuentan con un motor central o trasero.
Esta configuración fue muy utilizada durante el siglo XX, época en la que la tracción delantera no tenía mucho éxito debido a su complejidad, ya que requería combinar la funcionalidad de rueda motriz y direccional en el mismo eje. Motivo por el cual se le conoce como transmisión clásica (motor delantero y tracción trasera).
Cuando el motor se ubica detrás del eje trasero se le da el nombre coloquial de todo detrás. Suelen ser motores de pequeña cilindrada refrigerados por aire.

### Tracción en dos ruedas (4x2)
En los vehículos de cuatro ruedas, una tracción a las dos ruedas o 2x2 indica que el automóvil transmite el par del motor a dos de las ruedas, ya sea las del eje delantero o trasero. También se puede emplear el término 4x2.
En los vehículos en los que se puede activar o desactivar la tracción a las cuatro ruedas, el término «tracción a las dos ruedas» solo se emplea cuando este modo está desactivado y el par motor solo se transmite a un eje.

### Tracción a las cuatro ruedas (4x4)
Esta configuración hace que las cuatro ruedas reciban el par motor simultáneamente. Se suele emplear con frecuencia en la mayoría de automóviles de rally.
Fuera del mundo de la competición, también es muy frecuente en los todoterreno, ya que proporciona una tracción a cada una de las ruedas del automóvil asegurando un mayor control sobre superficies desprendidas o resbaladizas. Algunos fabricantes hacen tracciones a las cuatro ruedas con sistemas de gama alta y gama baja. Estos sistemas pueden proporcionar añadidos como una variación de la distribución del par entre ejes.
Las formas más comunes de denominar a esta tracción suele ser: tracción a las cuatro ruedas, 4x4 (cuatro por cuatro), integral o total. También existen algunas denominaciones derivadas de su nombre inglés como 4WD (4 wheel drive) o AWD (all wheel drive).
Estos vehículos suelen poseer una caja de transferencia para activar o desactivar el sistema 4x4. Algunos vehículos de tracción 4x4 permanente solo poseen una caja reductora. En todo caso, ello se logra accionando unos botones a tal efecto en el panel de instrumentos o bien con una palanca selectora más pequeña que la del cambio de marchas (conocida en Venezuela con el nombre coloquial de mocha).